# Geode (Geowissenschaften)
Geode (altgriechisch γεώδης geōdēs, deutsch ‚erdartig‘), früher auch Gäode, ist eine nicht einheitlich verwendete Bezeichnung aus der Geologie und Mineralogie, mit der je nach Quellenlage ein rundlicher Hohlraum, begrenzt durch eine einheitliche Gesteinsaußenschicht, und/oder die durch verschiedene geologische Prozesse entstandene Füllung mit mineralischer bzw. fossiler Substanz bezeichnet wird. Verbleibt bei einer Füllung durch Kristalle noch ein Resthohlraum, wird diese auch als Druse und bei vollständiger Füllung als Mandel bezeichnet.
In der Petrologie versteht man unter einer Geode eine meist konzentrisch aufgebaute Konkretion.

## Entstehung

### Entstehung in Vulkangestein
Innerhalb eines zwischen 800 und 1200 °C heißen Lavastroms lösen sich die leichtflüchtigen Bestandteile aus der Gesteinsschmelze und bilden zunächst kleine Gasblasen. Während diese Blasen im heißeren Kern der Lava noch einige Zeit beweglich sind und sich bei ihrer Wanderung in Richtung Oberfläche zu mehr oder weniger großen Hohlräumen verbinden können, werden sie in den schneller abkühlenden Randbereichen relativ schnell fixiert und bleiben klein mit meist rundlicher oder linsenartiger Form. Der Durchmesser der Blasen und späteren Geoden kann dabei zwischen einigen Zentimetern und mehreren Metern betragen. Eine der größten bekannten Geoden, die Ende 1999 in der Mina Quien Tal Pensara (Mina Rica) nahe Pulpí in der spanischen Provinz Almería entdeckt wurde, ist mit großen, vollkommenen und transparenten Gipskristallen (Marienglas) ausgekleidet, hat einen ovalen Durchmesser von 1,8 × 1,7 Metern, eine Länge von 8 Metern (Innenmaße) und kann bis zu 10 erwachsene Menschen aufnehmen. Ein Forscherteam um Juan Manuel García-Ruiz konnte das Alter der sogenannten „Geode von Pulpí“ auf etwa 60.000 bis 2 Millionen Jahre eingrenzen, wobei die untere Altersgrenze anhand einiger Karbonatkrusten, die sich auf einigen Gipskristallen abgelagert hat, ermittelt wurde.
Da Lavaströme während des Abkühlprozesses noch relativ lange fließfähig sind, werden die Gasblasen in Flussrichtung in die Länge gezogen. Dabei nehmen sie eine tropfen- bis mandelähnliche Form an, deren dünnere Spitze stromaufwärts zeigt.
Bei weiterer Abkühlung auf etwa 400 °C, abhängig von der Zusammensetzung des Vulkanischen Gases, kondensiert dieses zu aggressiven, teilweise wässrigen (hydrothermalen) Lösungen, die das umgebende Gestein angreifen und zersetzen. Auf diese Weise entstehen einerseits winzige Verbindungskanäle zwischen den Blasen und im Gestein, andererseits erste Mineralfüllungen in den Geoden aus den hochgradig abscheidenden Bestandteilen der Lösung. Weitere nachfolgende hydrothermale Vorgänge, gespeist aus den fortgesetzten vulkanischen und tektonischen Prozessen im Erdinneren, führen die Arbeit der Hohlraumfüllung bzw. Verwitterung fort, bis schließlich nach mehreren zehn bis hundert Millionen Jahren Drusen mit teilweiser Mineralfüllung und verbleibendem Hohlraum im Zentrum oder vollständig aufgefüllte Mandeln entstanden sind.
Der aus vielen kleineren und größeren erstarrten Gasblasen (Geoden) bestehende Rand des erkalteten Lavastroms wird auch als Mandelstein bezeichnet. Im Querschnitt besteht der Lavastrom demnach aus einem gasfreien, kompakten Kern, der allseitig mit einer Schicht aus Mandelstein umhüllt ist.

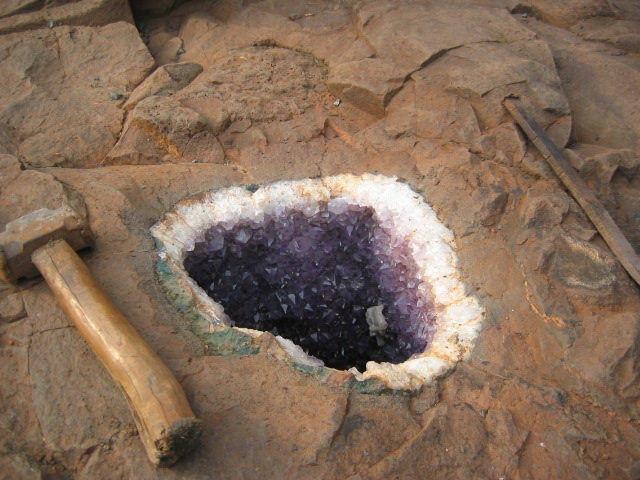
Geode im Muttergestein, teilweise mit Amethyst-Kristallen ausgefüllt (Druse)
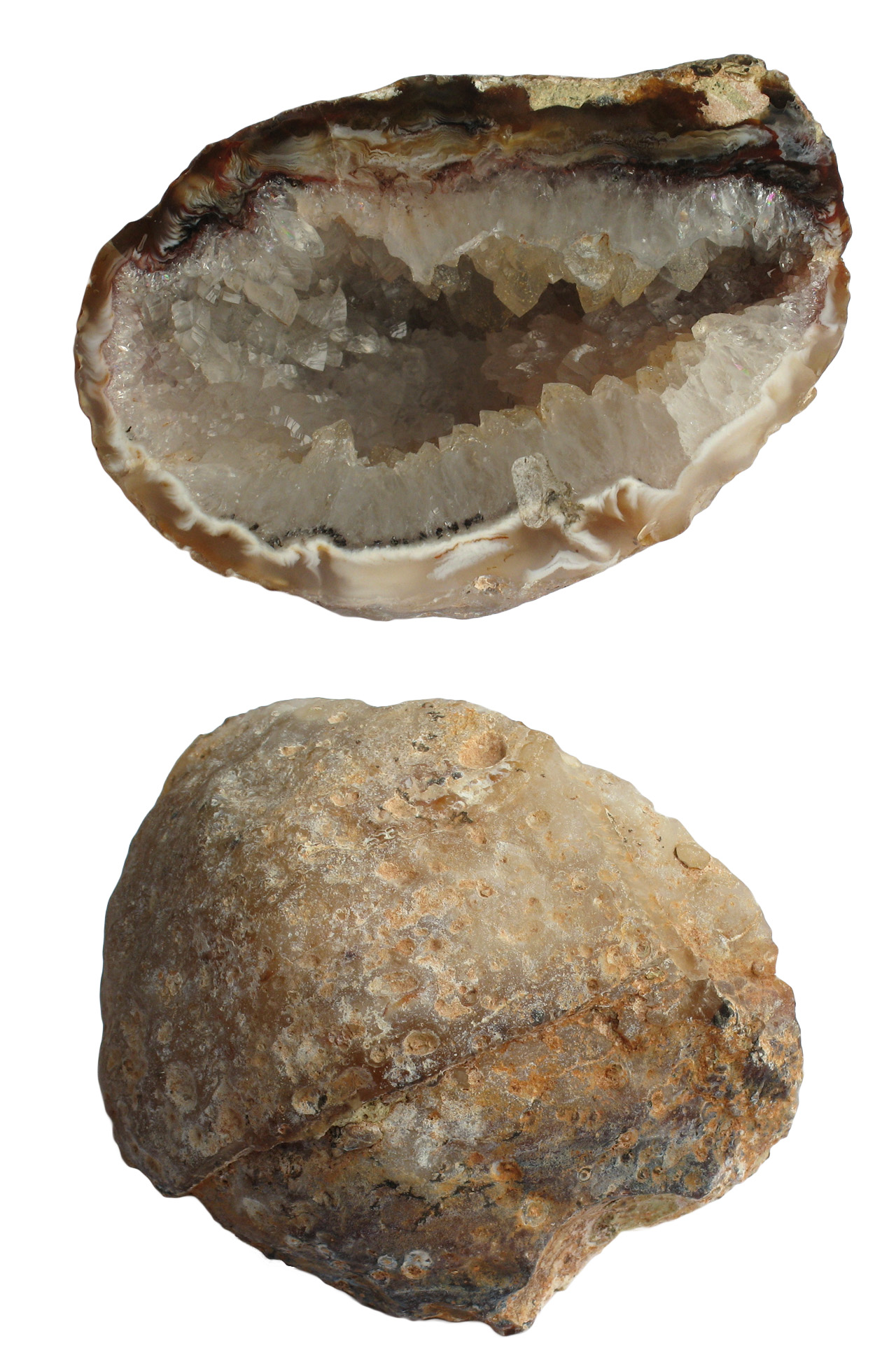
Aufgeschnittene Geode mit Quarzkristallen
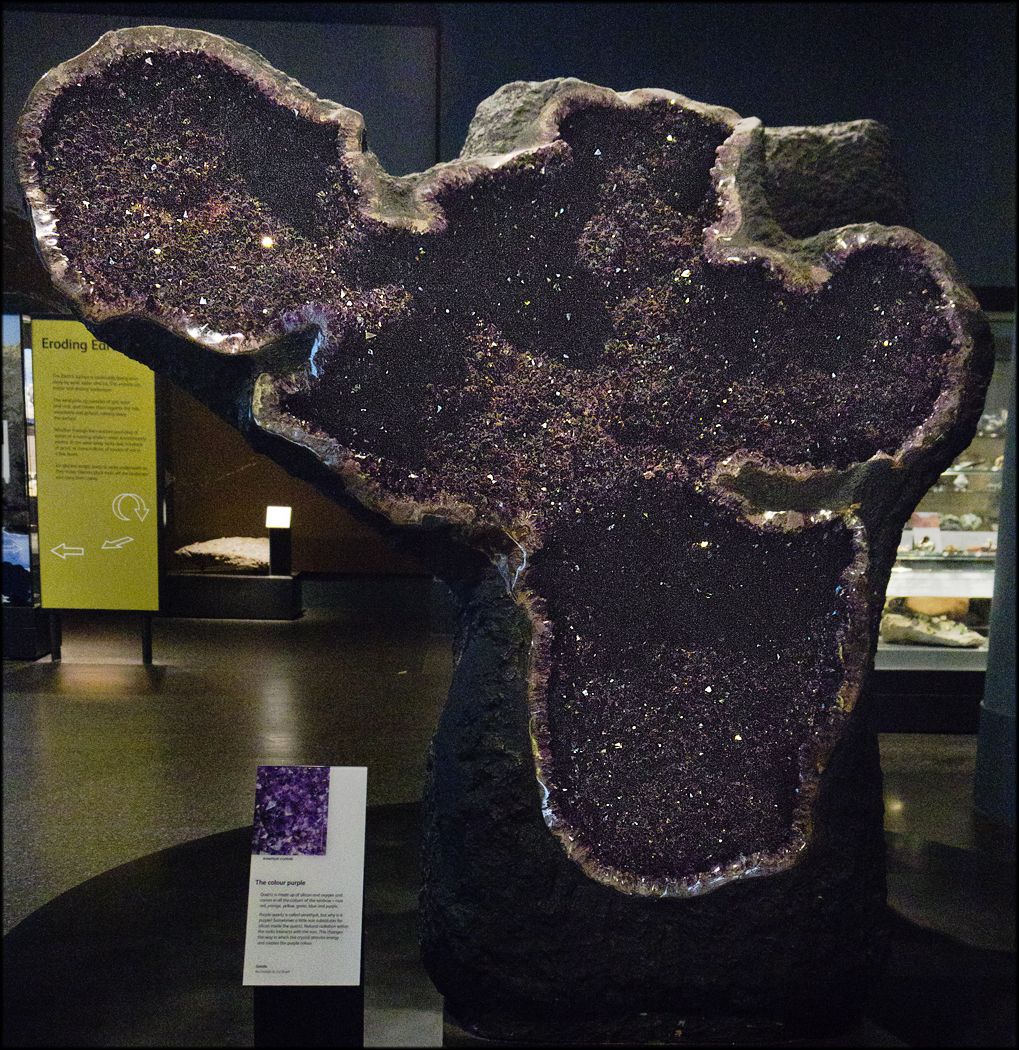
Herausgelöste Riesengeode mit Amethystauskleidung, ausgestellt im National Museum of Scotland

### Sedimentäre Geoden
Geoden können im sedimentären Bildungsraum durch Ausfällung aus dem Porenwasser und aus Fließgewässern um einen meist aus organischen Resten bestehenden Sedimentationskeim entstehen. Die Ausfällung wird durch pH-Wert-Unterschiede um den Kristallisationskeim ausgelöst, der dabei meist fossilisiert wird. Das ausgefällte Material unterscheidet sich im Stoffbestand meist vom Mineralbestand der unmittelbaren Umgebung. Die Anlagerung erfolgt meist konzentrisch und spiegelt die wechselnden Ablagerungsbedingungen während der Gesteinsbildung wider. Häufig sind im sedimentären Bereich Toneisensteingeoden zu beobachten, aber auch Karbonatminerale, Pyrit bzw. Markasit und verschiedene Quarz-Varietäten sind am Aufbau der Geoden beteiligt. Geoden gehören wie auch die Septarien genetisch zu den Konkretionen.

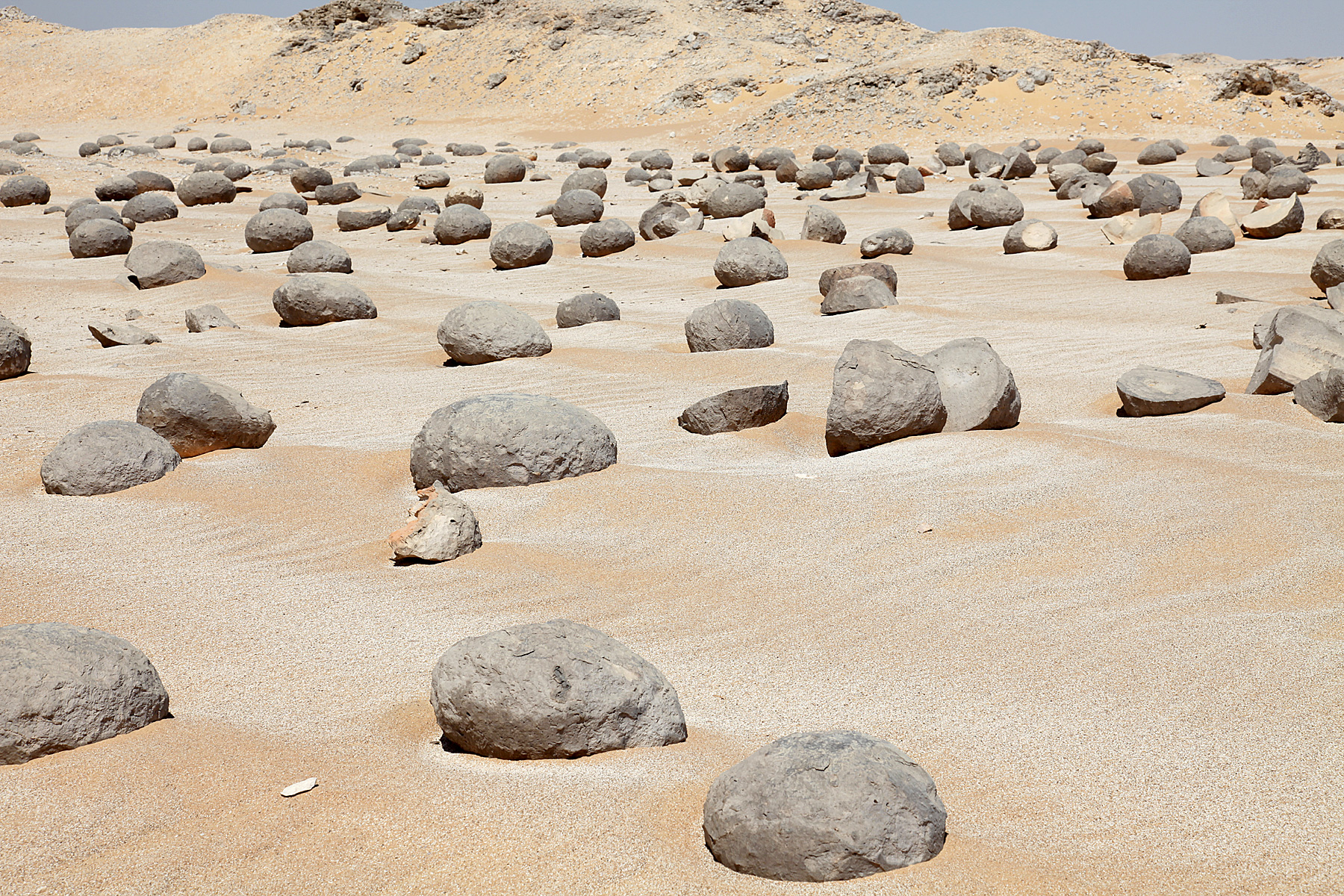
Geoden im Wadi el-Battich, Ägypten
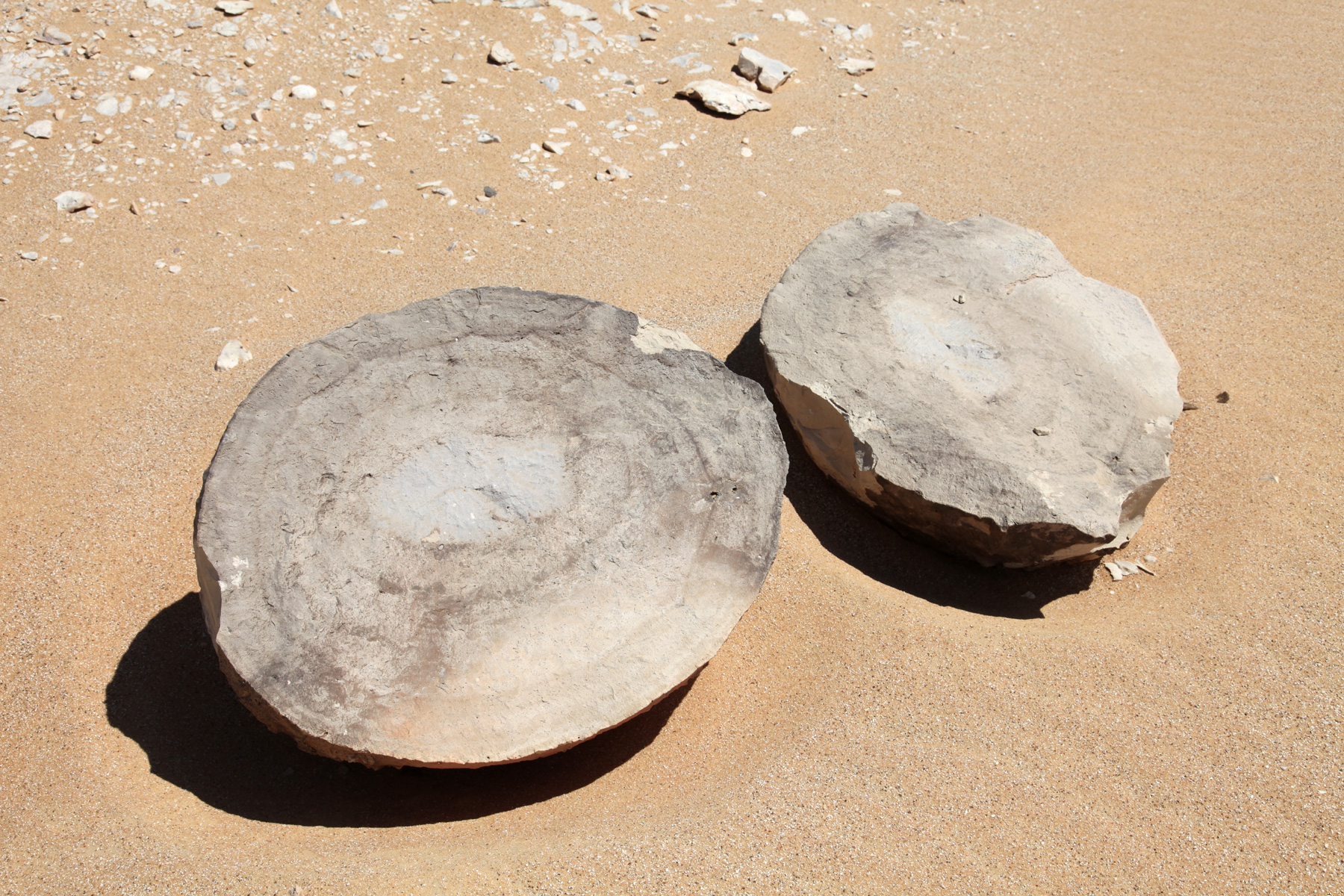
Aufgeschnittene Geode aus dem Wadi el-Battich
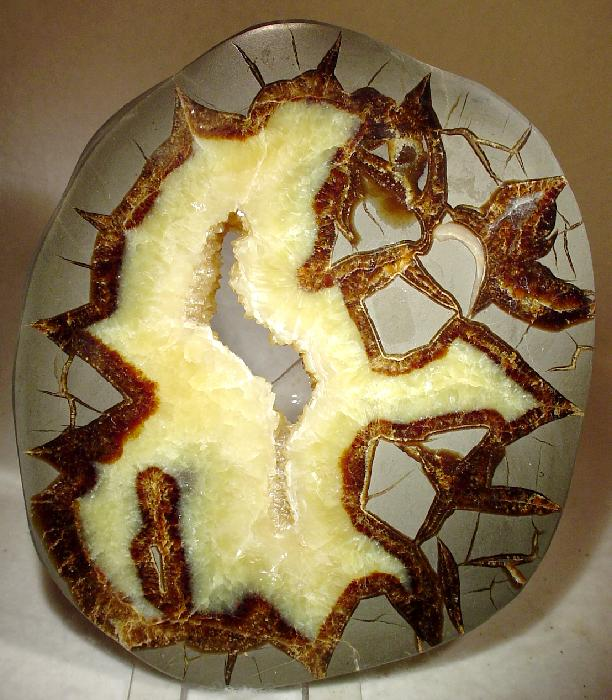
Septarie vom Muddy Creek, Utah

## Synonymer und irreführender Wortgebrauch

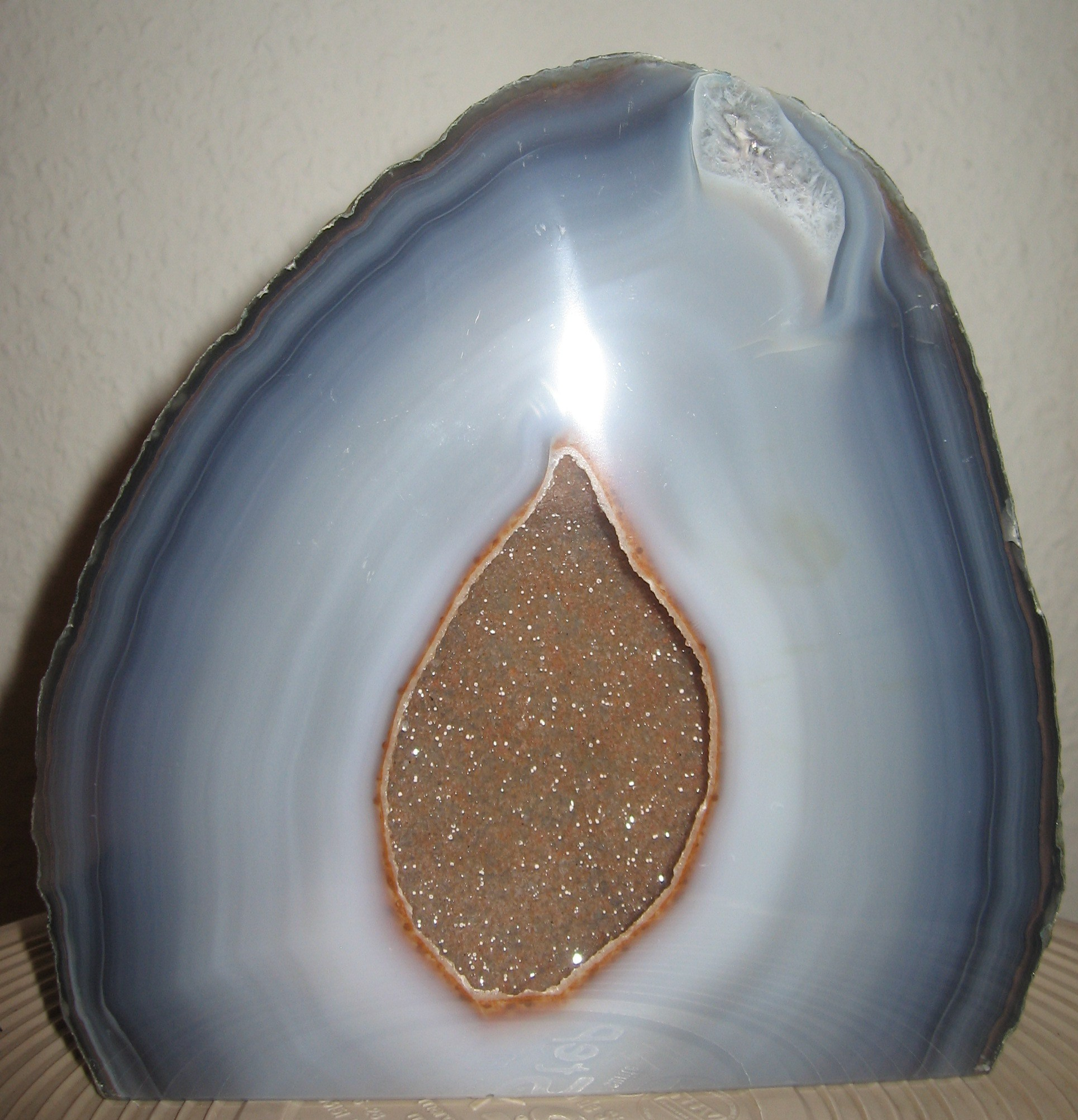
Achatmandel mit Quarzdruse

Häufig werden Geode und Druse synonym verwendet, vor allem bei der Beschreibung von verschiedenen in der Natur auftretenden Quarzvarietäten wie Amethyste und Achate. So wird beispielsweise mit dem Terminus „Achatgeode“ ein rundlicher Gesteinskörper beschrieben, dessen Rinde aus Achat besteht und der im Inneren Quarz, Amethyst oder andere freistehende Minerale in einem verbliebenen Hohlraum ausgebildet hat. Alternativ wird für diese Mischform auch die Bezeichnung Mandel mit Druse verwendet.
Manche Autoren verwenden die Bezeichnung auch für durch Sekretion entstandene Hohlraumausfüllungen (siehe dazu auch in Mandelstein), andere Autoren beschränken die Bedeutung weniger stark und verwenden die Bezeichnung für Konkretionen ganz allgemein.
Das Wort Geode steht hier für erdartig (von griechisch geos = Erde) und bezieht sich dabei auf die runde erdähnliche Form des Steins.